# Kimiya Hosseini
Kimiya Hosseini (in persiano: کیمیا حسینی; Teheran, 29 luglio 2003) è un'attrice iraniana.
È nota per aver interpretato Somayeh nel film Una separazione di Asghar Farhadi.

## Biografia
Hosseini ha fatto il suo debutto come attrice nel 2010 all'età di 7 anni, in questa esperienza, ha recitato come figlia dei personaggi principali nel film Una separazione (2011) di Asghar Farhadi. Ha vinto l'orso d'argento come migliore attrice al 61 ° Festival Internazionale del Cinema di Berlino per Una separazione.

## Filmografia
- Una separazione (Jodāyi-e Nāder az Simin), regia di Asghar Farhadi (2011)
- Amaliyate Mahde Koodak, regia di Farzad Ajdri (2012)
- Farzand Khandeh, regia di Vahid Nikkhah Azad (2012)
- Sakene Khane ye Choobi, regia di Hosseinali Fallah Layalestani (2012)
- Salam Bar Fereshtegan, regia di Farzad Ajdri (2012)
- Gonjeshkak -e Ashimashi, regia di Masoud Karamati, Vahid Nikkhah Azad e Gholam Reza Ramezani (2013)
- Bodyguard, regia di Ebrahim Hatamikia (2016)

## Riconoscimenti
- Festival internazionale del cinema di Berlino
  - 2011 – Orso d'argento per la migliore attrice a tutto il cast femminile di Una separazione